# 葛西大崎一揆
葛西大崎一揆（かさいおおさきいっき）是发生于天正18年（1590年），在丰臣秀吉的奥州仕置中被改易的葛西氏・大崎氏的旧臣对新领主・木村吉清・清久父子发动的叛乱。

## 背景
葛西氏・大崎氏同是陆奥国中部（今宮城县北部～岩手县南部）的战国大名。从伊达政宗的曾祖父・稙宗一代从属于伊達氏，并没有能力独自派兵参加小田原征伐。
天正18年（1590年）7月26日，葛西晴信・大崎義隆因为没有参加小田原之战这一理由被秀吉没收领地。葛西・大崎两家的旧领13郡（胆泽・江刺・磐井・气仙・本吉・登米・桃生・牡鹿・栗原・遠田・志田・玉造・加美）被转封给木村吉清，安排吉清住进葛西氏的居城・寺池城，其子清久住进大崎氏居城・名生城，开始经营领国。但两人的统治手法引起了旧葛西・大崎家臣的强烈反弹。浅野长吉完成仕置离开之后的10月初旬，木村领的加美郡米泉（現加美町米泉）围绕着传马役问题起了纷争。领民们公然抵抗正规的传马役，参加者推测在100名以上，可以看出这已经成为一揆的前兆。

## 经过

### 一揆发生
10月16日岩手泽城的旧城主・氏家吉继的家臣和领民一同起事，占领城池。以此为契机一揆扩大到了全部的领内。清久前往寺池城同父亲商讨对策，在回到名生城的途中暂住佐沼城，结果被一揆势包围、赶来救援的吉清也一同被困于佐沼城内。结果一揆势一并夺取了寺池城・名生城，根据『伊達家文書』，木村领“完全被一揆占领”（「一揆もち」）。
回京途中的浅野长吉在白河城逗留时听说此事，马上返回二本松城，命令蒲生氏乡和伊达政宗救出木村父子。10月26日氏乡和政宗在伊达领的黒川郡下草城会谈，商定从11月16日共同出兵镇压一揆。然而在约定共同行动之前的15日，政宗家臣・须田伯耆来到氏乡的阵中，报告说煽动一揆的其实就是政宗，政宗的右笔曾根四郎助更交出了政宗援助一揆的密信。氏乡另接到报告，政宗军向一揆势射击其实是在放空枪，于是氏乡16日单独行动占领名生城，并一面笼城，一面防备着政宗，一面派使者向秀吉报告情况。接到报告的秀吉派出石田三成处理此事。另一方面，政宗也开始单独行动，攻下了高清水城和宮泽城，24日解佐沼城之围救出木村父子，并送往氏乡的大本营名生城。氏乡在救出木村父子以后也解除了对政宗的防备，决定直到第二年初都在名生城笼城，并为了确保归路安全向政宗要求人质，提出要政宗的一门重臣伊达成实和国分盛重两人。
此时另一方面，旧领主・大崎义隆上洛，就不参加小田原征伐一事向秀吉谢罪，提出想要恢复旧领。12月7日秀吉允许义隆在检地结束以后恢复三分之一的旧领，并发出朱印状。

### 传讯政宗及镇压
天正19年（1591年）1月1日，氏乡得到了政宗派出的人质，离开名生城返回会津。10日三成来到相马领，向政宗传达秀吉的上洛命令，随后同氏乡・木村父子等人一同回京。2月4日，在对已经上洛的政宗进行审问的过程中，政宗主张煽动一揆的证据密信是伪造的，而如果是真正的亲笔信，花押鹡鸰的眼睛处会用针开一个小孔。秀吉认同了这一主张，重新命令政宗镇压一揆，另派出丰臣秀次・德川家康为援军。
5月政宗回到米泽城，6月14日再次出阵，正式着手镇压一揆，然而遭到一揆势的强烈抵抗，滨田景隆・佐藤为信等重臣相继战死，虽然如此仍然得以在7月4日攻陷寺池城，降服一揆势的残党，终于平息了一揆。8月14日政宗在桃生郡须江山召集一揆主谋，命令泉田重光・屋代景赖将其悉数处决。12月7日，命令秋保氏一族的马场定重・赖重父子杀害小野城主・长江胜景（葛西晴信・相马义胤的义兄）。
领主・木村吉清被追责改易，吉清改投氏乡并成为其客将。木村领的葛西・大崎13郡被授予政宗，前年授予大崎义隆的朱印状被撤销，大崎氏终究没有恢复大名身份。9月23日，秀吉命令家康完成葛西・大崎13郡的检地和城砦改修，完成之后让渡给政宗。政宗把岩手泽城改名为岩出山城，直到庆长6年（1601年）另筑青叶城之前都作为居城。

## 政宗和一揆的关系
关于政宗是否给一揆送信参与煽动一揆的疑问，有否定观点认为是氏乡的策略，须田伯耆诬告，或者是一揆众的宣传工作等，然而政宗确实煽动一揆的看法更为有力。奥州仕置之后根据总无事令政宗获得的会津8郡被没收。政宗计划作为收复失地的手段煽动一揆让新领主木村失脚，然后再以镇压一揆的功绩获得葛西・大崎的旧领。在须江山处决一揆主谋也被认为是为了湮灭证据。
秀吉在表面上接受了政宗的申辩，但是其处置措施又明显是在惩罚政宗，应该也是判断政宗才是一揆的幕后人物。

## 战后处理及影响
秀吉把葛西・大崎的13郡30万石封给政宗，但作为交换，其原本所领的12郡72万石中，没收6郡（長井・信夫・伊達・安達・田村・刈田）44万石给予氏乡。这样一来政宗的所领就变成19郡58万石。
政宗新获得的葛西・大崎13郡因为一揆的缘故久已荒废，加上丧失了伊达氏领有200余年的伊達・信夫・長井3郡，实际遭受的经济损失远在减封的14万石以上。葛西・大崎13郡完成复兴，仙台藩号称实高100万石，还要等到宽永3年（1626年）川村重吉完成北上川改修工事以后。
伴随着转封，伊达家中的家臣知行也必须重新安排，因为减封的影响，所有家臣的知行高都被削减，而且很多分到的封地都是实际收获达不到石高的荒地和野谷地，贫困的家臣团不满情绪高涨。除了拒绝转封的北目城主・粟野重国被攻陷居城以外，伊达成实・国分盛重・鬼庭纲元・远藤宗信等重臣纷纷出奔。另外，因为被给予广大知行地的重臣们全身心投入领地复兴，仙台藩无法加强集权，直到幕末还在采用地方知行制而不是俸禄制。